# Joszéf Albo
Joszéf Albo (héberül: יוסף אלבו), (1380 körül – 1444 körül) középkori hispániai zsidó hittudós.

## Élete és művei
Egyik szereplője volt az 1413-as híres tortosai zsidó–keresztény hitvitának. Fő műve a Széfer Ikkárim ('A hitelvek könyve'), amelynek első fejezetében kritika tárgyává teszi Maimonidész nézeteit. A különböző jellegű – természeti, társadalmi, Isteni – törvények meghatározása után mutatja be saját álláspontját: Maimonidész 13 hitágazatával szemben 3 tételben állapítja meg a zsidóság lényegét: a) Isten léte b) a kinyilatkoztatás vagy a prófétaság c) a földöntúli jutalom vagy büntetés. Jellemző rá a homiletikus stílus, kapcsolat az imákkal, versekkel. Utal arra, hogy a hit nem ütközhet az észszerűség szabályaiba, majd részletezi a három dogma járulékait. Nem minősíti Istentagadónak ezeknek a másodrendű – bár fontos – szabályoknak a megszegőit. Művével a korban gyengülő vallásos érzést és ismereteket szerette volna erősíteni, bebizonyítva, hogy a Tóra tanításai nem ellenkeznek a racionalitással. Előadását az ügyesen alkalmazott bibliai és talmudi idézetekkel színesíti.

## Magyar nyelvű fordítások
Albo teljes életműve mindezideig nem rendelkezik magyar nyelvű fordítással. Kisebb szemelvények jelentek meg műveiből:
- Frisch Ármin: Szemelvények a Biblia utáni zsidó irodalomból, Pallas Irodalmi és Nyomdai Rt., Budapest, 1906 (reprint kiadás: Auktor Könyvkiadó, Budapest, 1993, ISBN 963-7780-24-6, 413 p), 238–240. oldal

## Egyéb külső hivatkozás
- Joszéf Albo rabbi: A hittételek könyve: A boldogsághoz vezető három hittétel. Zsidó Tudományok Szabadegyeteme 6. kötet – A zsidó vallás tizenhárom hitelve. (Hozzáférés: 2016. december 19.)
- Joszéf Albo rabbi: A hittételek könyve: A Tóra rendelkezésünkre álló változata hiteles. Zsidó Tudományok Szabadegyeteme 6. kötet – A zsidó vallás tizenhárom hitelve. (Hozzáférés: 2016. december 19.)
- Joszéf Albo rabbi: Háikárim: A hittételek könyve: Az isteni mindentudás és a szabad akarat kérdése. Zsidó Tudományok Szabadegyeteme 6. kötet – A zsidó vallás tizenhárom hitelve. (Hozzáférés: 2016. december 19.)
- Philippe Bobichon, Sefer ha-'Iqqarim « Livre des Principes » III, 25 Un chapitre de la controverse judéo-chétienne dans l'Espagne du XV e siècle (texte hébreu traduction, commentaires), Madrid, CSIC, 2015 online
- Philippe Bobichon, "Polémique anti-chrétienne et théologie dans le Sefer ha-‘Iqqarim (« Livre des Principes ») de Joseph Albo (xve s.)" Yod 15/2010, pp. 115- 143 online